# Kapraď hřebenitá
Kapraď hřebenitá (Dryopteris cristata) je druh kapradiny z čeledi kapraďovité (Dryopteridaceae). V Česku se jedná o vzácný a ohrožený druh.

## Popis
Kapraď hřebenitá je vytrvalá, středně velká až velká kapradina s asi 30–80 cm dlouhými listy uspořádanými v trsech. Řapík je dosti tenký, křehký, jen na bázi plevinatý, slámově žlutý nebo světle zelenavý, hluboce žlábkovitý. Čepel je úzce podlouhlá, na bázi jen málo zúžená, jednoduše zpeřená. Úkrojků je po každé straně vřetena 17-20, někdy jsou trochu stočeny mimo rovinu listu. Úkrojky druhého řádu jsou okrouhlé, ke špičce ostře pilovité. Dolní úkrojky prvního řádu mají zřetelně srdčitou bázi.

## Ohrožení a ochrana
V České republice je kapraď hřebenitá chráněná zákonem jako silně ohrožený druh.

## Rozšíření
Roste v Evropě, na západní Sibiři a v Severní Americe. V Česku byla pozorována pouze u Plané na Budějovicku a u Třeboně. Vyskytuje se především při okrajích rašelinišť, v olšinách a březových močálech. Dalším stanovištěm jsou vrbové křoviny na hlinitých půdách.